# Benoît Fourneyron

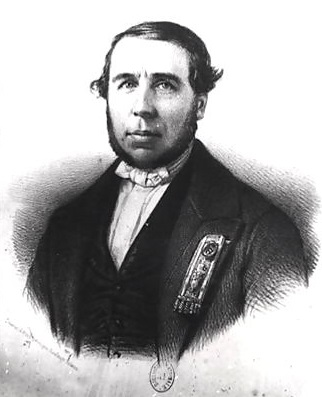
Porträt des Benoît Fourneyron

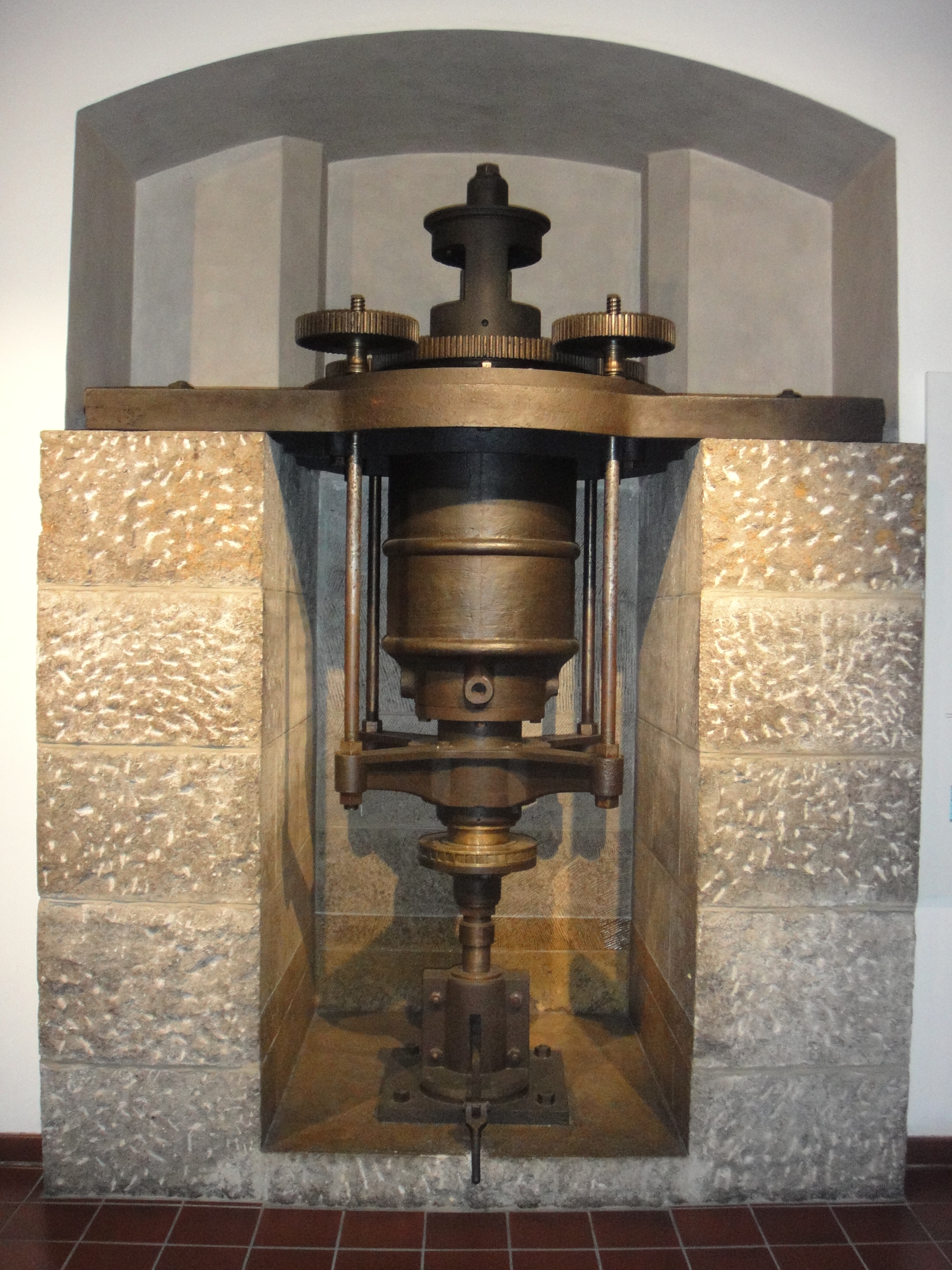
Fourneyron-Turbine von 1834 im Deutschen Museum in München

Benoît Fourneyron (* 31. Oktober 1802 in Saint-Étienne; † 31. Juli 1867) war ein französischer Ingenieur, der die erste praktikable Wasserturbine entwickelte.
1819 promovierte er an der Hochschule für Bergbau in Saint-Étienne. Im April 1827 präsentierte er seine erste Wasserturbine mit sechs PS, die nach ihm benannte Fourneyron-Turbine. Die Leistung erhöhte er schrittweise auf 50 PS. 1832 reichte er sein Patent ein und wurde im gleichen Jahr von der Akademie der Wissenschaften ausgezeichnet. 1849 wurde er in die American Academy of Arts and Sciences gewählt.
1835 entwarf er die ersten Druckleitungen, 1850 eröffnete er eine Gießerei.